# 渚好美
渚好美（日语：渚このみ，1999年12月22日—），日本AV女優。所屬事務所是Attractive。

## 簡歷
2017年10月加入偶像團體「私立シトロン学園」。2018年3月畢業。
2020年10月以PRESTIGE的專屬女優身分出道。廣告標語是「天下無双のH乳」。
在出道前就以素人的身分參與演出，以朗讀美女「このみ」的身分參與聲優活動。

## 人物
出身於群馬縣。
興趣是打麻將和看動畫，擅長玩遊戲。

## 外部連結
- 渚好美的X（前Twitter）（2020年7月20日 - ）
- 渚このみ プレステージ専属AVデビュー記念特設ページ （页面存档备份，存于） - PRESTIGE官方網站